# Jerry Moss
Jerry Moss, właśc. Jerome Sheldon Moss (ur. 8 maja 1935 na Bronxie w Nowym Jorku, zm. 16 sierpnia 2023 w Bel Air) – amerykański współzałożyciel wytwórni płytowej A&M Records.

## Życiorys
Urodził się jako Jerome Sheldon Moss w rodzinie żydowskiej.
Wychowywał się na Brooklynie, uczęszczał do Brooklyn College. W młodości pracował jako kelner. W latach 50. XX wieku współpracował z Coed Records, a po półtora roku współpracy przeprowadził się do Los Angeles, gdzie poznał Herba Alperta, z którym założył wytwórnię płytową A&M Records. Jego wytwórnia współpracowała z takimi wykonawcami jak: The Carpenters, Sérgio Mendes, Joe Cocker, Carole King, Cat Stevens, Captain & Tennille, Billy Preston, Humble Pie, Peter Frampton, Supertramp, The Police, Sting i Janet Jackson.
Z powodu konfliktów w zarządzeniu firmą, w 1993 roku odeszli z A&M Records i założyli małą wytwórnię Almo Sounds, która działała do 2000 roku. Następnie zajął się hodowlą koni wyścigowych.

## Wyróżnienia
Posiada swoją gwiazdę na Hollywoodzkiej Alei Gwiazd.